# Josef Jellinek (Journalist, 1894)
Josef Jellinek (geboren 26. November 1894 oder 28. November 1894 in Wien; gestorben 5. Oktober 1942 im KZ Sachsenhausen) war ein österreichischer Journalist und Opfer des Holocaust.

## Leben
Jellinek stammte aus der Arbeiterschaft und lernte den Beruf des Schriftsetzers. Später wurde er Redakteur des Kleinen Blatts und des Arbeiter-Sonntags. Während der Zeit des Austrofaschismus arbeitete er für den sozialdemokratischen Verlag Vorwärts-Verlag, der vom Dollfuß/Schuschnigg-Regime beschlagnahmt worden war und von Linkskatholiken fortgeführt wurde. Zeitlebens unterstützte er seine Schwestern Adele, die nach einer Fehloperation an den Rollstuhl gebunden war, und Rosa, die ihre Schwester pflegte und betreute. Jellineks letzter bekannter Wohnsitz in Wien war das Haus Margaretenstraße 114 im 5. Wiener Gemeindebezirk. „Er hat eine angebotene Fluchtmöglichkeit nicht genützt, da er glaubte, dass er auch weiter seine Geschwister unterstützen könne, wenn er in Wien bliebe, auch wenn er nicht mehr als Journalist arbeiten würde, sondern wieder als Setzer arbeiten müsste.“
Drei Tage nach dem Einmarsch des NS-Regimes wurde Jellinek verhaftet, am 24. Mai 1938 mit einem der ersten Transporte ins KZ Dachau deportiert. Von Dachau kam er im September 1938 ins KZ Buchenwald und wurde im März 1942 ins KZ Ravensbrück transportiert. Er starb am 5. Oktober 1942 im KZ Sachsenhausen.
Die beiden Schwestern wurden ebenfalls vom NS-Regime ermordet – Rosa 1942 nach einem Transport nach Minsk, Adele 1943 kurz nach ihrer Ankunft im Ghetto Theresienstadt.

## Nachweise
1. 1 2 3  Centropa: Jüdische Erinnerung bewahren - Geschichte zum Leben erwecken, abgerufen am 8. Februar 2015.
2. ↑  A Letter to the Stars (Memento des Originals vom 9. Februar 2015 im Internet Archive)  Info: Der Archivlink wurde automatisch eingesetzt und noch nicht geprüft. Bitte prüfe Original- und Archivlink gemäß Anleitung und entferne dann diesen Hinweis.: Josef Jellinek, abgerufen am 8. Februar 2015.
3. ↑  Häftlingsunterlagen von Josef Jellinek, KZ Buchenwald (Arolsen Archiv, ID 6186374)
4. ↑  Theodor-Kramer-Gesellschaft: Adele Jellinek, 2. März 1890, Wien – ermordet am 5. September 1943 im Ghetto Theresienstadt, abgerufen am 14. Mai 2015. Hier wird eine Kopie der Sterbeurkunde von Josef  Jellinek (Bruder von A.J.), ausgestellt vom Sonderstandesamt Arolsen am 7. April 1955, zitiert.

| Personendaten    | Personendaten                                    |
| ---------------- | ------------------------------------------------ |
| NAME             | Jellinek, Josef                                  |
| KURZBESCHREIBUNG | österreichischer Journalist, Opfer des Holocaust |
| GEBURTSDATUM     | 26. November 1894 oder 28. November 1894         |
| GEBURTSORT       | Wien                                             |
| STERBEDATUM      | 5. Oktober 1942                                  |
| STERBEORT        | KZ Sachsenhausen                                 |